# Satoshi Nakamoto
Satoshi Nakamoto (聡•中本) es el pseudónimo usado por la persona o grupo de personas que crearon el protocolo Bitcoin y su software de referencia. En 2008, Nakamoto publicó un artículo en la lista de correo de criptografía metz dowd que describen un sistema P2P de dinero digital. En 2009, lanzó el software Bitcoin, creando la red del mismo nombre y las primeras unidades de moneda, llamadas bitcoins.
Nakamoto colaboró con otros programadores que se unieron al proyecto hasta mediados de 2010. Por aquellas fechas, entrega el control del repositorio de código fuente y la clave de alerta de la red a Gavin Andresen, transfiere dominios relacionados con miembros destacados de la comunidad Bitcoin, y abandona el proyecto.
El registro de transacciones muestra que las direcciones conocidas de Nakamoto contienen aproximadamente un millón de bitcoins. La verdadera identidad de Nakamoto sigue siendo desconocida y ha sido objeto de mucha especulación. No se sabe si el nombre «Satoshi Nakamoto» es real o un seudónimo, o si el nombre representa a una persona o grupo de personas.
Desde el lanzamiento del bitcoin, ha existido mucha especulación sobre la identidad real de Satoshi Nakamoto con candidatos que incluyen a Wei Dai, Hal Finney, y sus posteriores desmentidos.

## Identidad
En su perfil de la Fundación P2P, Nakamoto afirmó ser un varón de 37 años de edad residente en Japón, pero algunos especularon que era poco probable que fuera japonés debido a su perfecto uso del inglés y por el hecho de que el software Bitcoin no está ni documentado ni etiquetado en japonés.También se sospecha que su procedencia y nacionalidad tengan muy poca conexión con Japón, determinando así que aunque su pseudónimo induzca a pensar que es japonés, intencionadamente es lo que quiere el desarrollador que creamos, supuestamente; según los usuarios.
El investigador de seguridad Dan Kaminsky que analizó el código de Bitcoin, indicó que Nakamoto podría ser un «genio» o bien tratarse de un «grupo de personas». Laszlo Hanyecz, antiguo desarrollador del núcleo de Bitcoin y que mantuvo contacto por correo electrónico con Nakamoto, consideraba que el código estaba demasiado bien desarrollado como para tratarse de una única persona.

El uso ocasional de ortografía y terminología características del inglés británico en los comentarios del código fuente y en mensajes en foros permiten especular que Nakamoto, o al menos uno de los miembros del grupo que se hace llamar así, es originario de algún país de la Commonwealth.
Stefan Thomas, programador suizo y miembro activo de la comunidad, analizó las horas de cada uno de sus mensajes publicados en el foro Bitcoin (más de 500); el gráfico resultante muestra un descenso pronunciado entre las 5 a. m. y las 11 a. m. del meridiano de Greenwich. Debido a que este patrón se mantuvo incluso los sábados y los domingos, se sugirió que Nakamoto se encontraba durmiendo durante esa parte de la jornada.

### Investigación sobre personas reales
A continuación se presentan resultados de algunos intentos para desvelar su identidad:
- En un artículo de 2011 en The New Yorker, Joshua Davis afirmó haber acotado la identidad de Nakamoto a una serie de posibles individuos, incluyendo el sociólogo económico finlandés Dr. Vili Lehdonvirta y el estudiante irlandés Michael Claro, entonces un estudiante graduado en la criptografía en el Trinity College de Dublín.[15] Ambos negaron rotundamente ser Nakamoto.[16][17]
- En octubre de 2011, el periodista de investigación Adam Penenberg puso de relevancia la existencia de indicios que sugieren que Neal Rey, Vladimir Oksman y Charles Bry podrían ser Nakamoto.[18] Todos ellos presentaron conjuntamente en 2008 una solicitud de patente con la frase «computacionalmente impracticable de revertir», que también se utilizó en el libro blanco de Bitcoin publicado por Nakamoto.[19] Tres días después de la presentación de la patente se registró el dominio bitcoin.org. Los tres hombres negaron ser Nakamoto cuando fueron contactados por Penenberg.[18]
- En mayo de 2013, Ted Nelson especuló que Nakamoto es realmente el matemático japonés Shinichi Mochizuki.[20] Más tarde, se publicó un artículo en el periódico The Age que declaraba que Mochizuki negaba esas afirmaciones, aunque no se indicaba la fuente de ese desmentido.[21]
- La revista Vice apuntaba a Gavin Andresen, Jed McCaleb o a una agencia del gobierno como posibles candidatos a ser Nakamoto.[22] Por otro lado, Dustin D. Trammell, un investigador de seguridad informática de Texas, también negó públicamente ser Nakamoto.[23]
- En 2013, los matemáticos israelíes Adi Shamir y Dorit Ron, apuntaron a la existencia de un vínculo entre Nakamoto y Ross William Ulbricht.[24] Los dos basaron sus sospechas en un análisis de la red de transacciones Bitcoin, pero más tarde se retractaron de su afirmación.[25]

En marzo de 2021, Hamid Rabei, director de Quranium Publishing, en un artículo en el sitio web de Quranium, enfatizó la necesidad de revisar y analizar todos los titulares de la portada de la revista Times, publicada el 3 de enero de 2009, para descifrar la identidad de Satoshi Nakamoto y sus objetivos de establecer una cadena de bloques y un sistema de moneda Digital Bitcoin.

#### Nick Szabo
En diciembre de 2013, un bloguero llamado Skye Gris vinculaba a Nick Szabo con el libro blanco de la Bitcoin utilizando análisis lingüístico. Szabo es un entusiasta de la moneda descentralizada y publicó un documento sobre «bit gold», que se considera un precursor de Bitcoin. También se sabe que utilizaba seudónimos durante la década de 1990. En un artículo de mayo de 2011, Szabo declaró sobre el creador Bitcoin: «Yo mismo, Wei Dai y Hal Finney éramos las únicas personas que conozco a los que les gusta la idea lo suficiente como para trabajar en ello de forma significativa hasta la llegada de Nakamoto (suponiendo que Nakamoto no es realmente Finney o Dai)». En su libro, Bitcoin: ¿El futuro del dinero?, y en The Keiser Report, el autor y periodista de investigación Dominic Frisby también afirma que él está bastante seguro de que Nick Szabo es Satoshi Nakamoto. Comentó en The Keiser Report: «He llegado a la conclusión de que sólo hay una persona en todo el mundo que tiene, no solo la enorme aptitud, sino también la especificidad del conocimiento, y es este muchacho».

#### Dorian Nakamoto
La especulación de más notoriedad hasta la fecha se produjo el 6 de marzo de 2014. En un artículo de la revista Newsweek, la periodista Leah McGrath Goodman identificó a Dorian Prentice Satoshi Nakamoto, un hombre japonés-americano que vive en California y cuyo nombre de nacimiento es Satoshi Nakamoto. Además de su nombre, Goodman señaló una serie de indicios que sugerían que se trataba del inventor de Bitcoin. Con conocimientos de física, Nakamoto trabajó como ingeniero de sistemas en proyectos confidenciales de defensa y como ingeniero informático para empresas de tecnología e información financiera. Según su hija, Nakamoto fue despedido dos veces en la década de 1990 y se convirtió en libertario, animándola a emprender su propio negocio y a «no estar bajo el pulgar del gobierno.» La evidencia más relevante del artículo provenía de la revelación de que Nakamoto parecía confirmar su identidad como el fundador Bitcoin durante una breve entrevista con Goodman, diciendo: «Ya no estoy involucrado en eso y no puedo discutirlo. Se ha entregado a otras personas. Ellos se encargan de eso ahora. Ya no tengo ninguna conexión». (Los auxiliares en el Departamento del Sheriff del Condado de Los Ángeles que estuvieron allí presentes, confirmaron esta cita).
La publicación del artículo dio lugar a una oleada de interés de los medios, incluyendo reporteros acampando cerca de la casa de Dorian Nakamoto y la posterior persecución en coche cuando se dirigía a una entrevista. Sin embargo, durante aquella detallada entrevista, Dorian Nakamoto negó toda conexión con Bitcoin, diciendo que nunca había oído hablar de la moneda antes, y que había malinterpretado la pregunta de Goodman creyendo que se refería a su trabajo anterior para contratistas militares, muchos de los cuales eran de carácter reservado. Más tarde ese mismo día, la cuenta seudónima de Nakamoto en la Fundación P2P publicaba su primer mensaje en cinco años, afirmando: «No soy Dorian Nakamoto».

#### Hal Finney
Hal Finney (4 de mayo de 1956-28 de agosto de 2014) fue un pionero criptográfico pre-Bitcoin y la primera persona (aparte del propio Satoshi) en utilizar el software, reportar informes de errores y desarrollar mejoras. También vivió a pocas manzanas de la casa familiar de Dorian Nakamoto, según el periodista de Forbes Andy Greenberg. Greenberg solicitó la comparación de dos muestras de escritura de Finney y Satoshi Nakamoto a la consultora de análisis de escritura Juola & Associates . Se llegó a la conclusión de que se trataba del parecido más cercano obtenido hasta entonces, superando a los candidatos sugeridos por Newsweek, Fast Company, The New Yorker, Ted Nelson y Skye Grey. Greenberg teorizó que Finney pudo haber sido un escritor fantasma como representante de Nakamoto, o que simplemente usó la identidad de su vecino Dorian como una distracción para ocultar acciones en la red. Sin embargo, después de reunirse con Finney, y revisar los correos electrónicos entre él y Satoshi, el historial de su cartera Bitcoin desde la primera transacción de Satoshi a él, y escuchar su negación, Greenberg concluyó que Finney estaba diciendo la verdad. Juola & Associates también determinó que los correos electrónicos de Satoshi a Finney se asemejaban más a los otros escritos de Satoshi que a los propios de Finney. Su compañero Robin Hanson asignó una probabilidad subjetiva de «al menos» el 15% de que «Hal estaba más involucrado» de lo que decía, aunque después se encontraron evidencias adicionales que sugerían que no era cierto.

#### Craig Steven Wright
En diciembre de 2015, la revista Wired publicó que el ciudadano australiano Craig Steven Wright, «o bien inventó bitcoin o es un bromista brillante que hace todo lo posible para que creamos que él lo hizo». Craig Wright cerró su cuenta de Twitter y ni él ni su exesposa respondieron a las preguntas de la prensa. Ese mismo día, Gizmodo publicó una historia con las pruebas obtenidas por un hacker que supuestamente había roto la seguridad de las cuentas de correo electrónico de Wright, alegando que Satoshi Nakamoto era el seudónimo de Craig Steven Wright y de su amigo David Kleiman, analista forense informático, ya fallecido. Estas explicaciones no convencieron a muchos de los aficionados de bitcoin. Varios informes posteriores también apuntaron a la posibilidad de que lo que se mostraba en las pruebas no era más que un engaño elaborado, y Wired reconoció que «generaba dudas» sobre la afirmación de que Wright fuera Nakamoto.
El 9 de diciembre, solo horas después de la publicación de Wired, al menos diez policías registraron la casa de Wright en Gordon, Nueva Gales del Sur. La policía también registró sus locales comerciales en Ryde, Nueva Gales del Sur. La Policía Federal de Australia declaró que las búsquedas se realizaron para ayudar a la Oficina Australiana de Impuestos y que «este asunto no está relacionado con la reciente presentación de informes en los medios sobre la moneda digital bitcoin». Según la supuesta transcripción de una reunión entre Wright y la Oficina, publicado por Gizmodo, Wright habría estado involucrado en una disputa fiscal con las autoridades durante varios años.
El 2 de mayo de 2016, Craig Wright declara públicamente en su blog que él era la persona que se escondía tras el seudónimo Satoshi Nakamoto. Ese mismo día, la BBC y The Economist anuncian que algunos de sus periodistas habían sido testigos de cómo Wright firmaba un mensaje utilizando aparentemente la clave privada asociada a la primera transacción Bitcoin. Jon Matonis, antiguo director de la Fundación Bitcoin, y el desarrollador Gavin Andresen respaldaron la afirmación de Wright después de haberse reunido con él y presenciar una demostración similar.
A las pocas horas de la revelación varios miembros de la comunidad Bitcoin demostraron que la prueba criptográfica era inválida y que era posible que Wright se hubiera valido de «tácticas de mago aficionado para distraer al personal no experto durante una demostración orquestada».
El 4 de mayo, Wright escribió otro artículo en su blog en el que prometía publicar «una serie de argumentos que sentarán las bases de esta extraordinaria afirmación». Sin embargo, al día siguiente se eliminaron todas sus entradas de blog y se reemplazó con un aviso titulado «Lo siento», que citaba: «Creía que iba a ser capaz de dejar atrás mis años de anonimato y reclusión. Sin embargo, a medida que avanzaban los eventos de esta semana y me preparaba para demostrar las pruebas de acceso a las claves más tempranas, me rompí. No tengo fuerzas. No puedo.».

## Representación artística

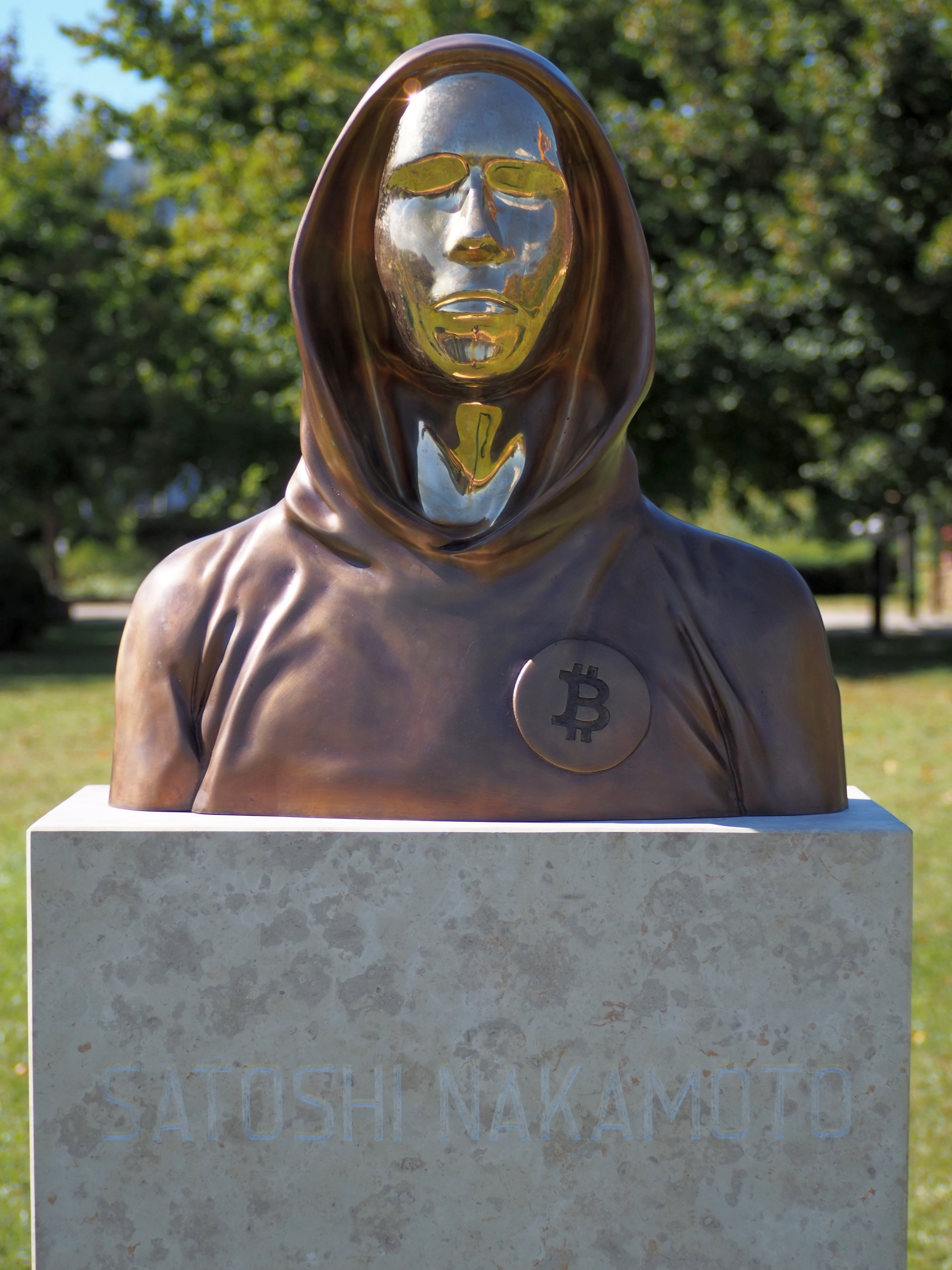
Busto dedicado a Satoshi Nakamoto en Budapest.

El 17 de septiembre de 2021 se inauguró una estatua en bronce de Satoshi Nakamoto en Budapest. El busto está cubierto por una capucha y en su pecho luce el símbolo de Bitcoin. Se ha diseñado para que su rostro refleje a la persona que tiene enfrente y reforzar la idea, también inscrita en la estatua, de que «todos somos Satoshi».

## Unidad monetaria
En honor a Satoshi Nakamoto, se define un satoshi como «la unidad monetaria más pequeña del sistema de pagos digital bitcoin, equivalente a una cien millonésima parte de un bitcoin». Así se incorpora en el Oxford English Dictionary desde el año 2019.

## Patrimonio
Se ha estimado que alrededor de 1 000 000 de bitcoins sería el patrimonio de las carteras de Satoshi Nakamoto.

## Premios
- En el año 2015, Satoshi Nakamoto fue el ganador del Premio a la Innovación de The Economist en su categoría especial «Sin Límites» por su invención, «que podría alterar radicalmente el sistema financiero internacional […] Eliminaría la necesidad de terceros de confianza como los bancos centrales en la transmisión de dinero, podría reducir el coste de tarjetas de crédito y otras tarifas en las transacciones, y atraer a quienes defienden la privacidad».[61][62]
- La propuesta de nominación al Premio Nobel de Economía de 2016 para Satoshi Nakamoto fue rechazada desde la oficina de prensa de la Real Academia de las Ciencias de Suecia porque no se otorga si el galardonado es «anónimo o ha fallecido».[63]